# Eudonia ombrodes
Eudonia ombrodes là một loài bướm đêm trong họ Crambidae.